# Viktor Ahn
Viktor Ahn även känd som Ahn Hyun-Soo (koreanska:안현수), född 1985 i Sydkorea, är skridskoåkare och tävlar för Ryssland.
Ahn tog guld i OS i Turin 2006 i Short track-åkning på 1000 m och 1500 m, och vann brons på 500 m. Ahn Hyun-Soo vann även guld med Sydkorea i stafett, 5000 m, i Turin 2006 anses därför som den enskilt framgångsrikaste idrottsmannen vid dessa olympiska spel. Vid olympiska vinterspelen 2014 i Sotji vann Ahn brons i distansen 1500 meter.
Ahn har vunnit VM-guld tre gånger och är världsrekordinnehavare på 1500 meter med tiden 2:10,639.
I februari 2014 erhöll han Fäderneslandets förtjänstorden av fjärde klassen.